# Elecciones federales de México de 1952 en Baja California
Las elecciones federales de México de 1951-1952 en Baja California se llevaron a cabo el domingo 6 de julio de 1952, y en ellas fueron elegidos a nivel federal:
- Presidente de la República. Jefe de Estado y de Gobierno electo para un periodo de seis años no reelegibles en ningún caso, y que comenzó su gobierno el 1 de diciembre de 1952. El candidato electo fue Adolfo Ruiz Cortines.[1]
- Diputación Federal por Baja California: 1 electa por mayoría relativa elegidos en el único distrito federal.

## Contexto local
El 15 de noviembre de 1951 el presidente Miguel Alemán Valdés envió al congreso de la unión una propuesta de reforma a los artículos 43 y 45 de la constitución para transformar al territorio norte de Baja California en el Estado Libre y Soberano de Baja California. El decreto fue aprobado el 31 de diciembre del mismo año y publicado en el diario oficial de la federación el 16 de enero de 1952. El último jefe político del territorio, Alfonso García González, fue designado como gobernador provisional del recién creado estado.
Por tal motivo, fueron las primeras elecciones federales como entidad federativa. 

## Resultados electorales

### Diputación
| Partido                                                              | Partido                                                                                                   | Candidatos                           | Candidatos                        | Candidatos                              | Votos  |
| -------------------------------------------------------------------- | --- | ------------------------------------ | --------------------------------- | --------------------------------------- | ------ |
|                                                                      | Partido Revolucionario Institucional Partido Comunista Mexicano Partido Nacionalista Mexicano             |                                      |                                   | Braulio Maldonado Sández (Propiertario) | 21,283 |
|                                                                      | Partido Revolucionario Institucional Partido Comunista Mexicano Partido Nacionalista Mexicano             | Francisco Benítez Méndez (Suplente)  | 19,100                            |                                         |        |
|                                                                      | Federación de Partidos del Pueblo Mexicano Partido Constitucionalista Mexicano Partido Comunista Mexicano |                                      |                                   | Manuel Güereña Valle (Propiertario)     | 9,705  |
|                                                                      | Federación de Partidos del Pueblo Mexicano Partido Constitucionalista Mexicano Partido Comunista Mexicano | Leonicio Orozco Carrillo (Suplente)  | 8,820                             |                                         |        |
|                                                                      | Partido Acción Nacional                                                                                   |                                      |                                   | Gustavo Llorenz García (Propiertario)   | 4,173  |
|                                                                      | Partido Acción Nacional                                                                                   | Manuel Carreaga Lizárraga (Suplente) | 4,026                             |                                         |        |
| Candidaturas no registradas                                          | Candidaturas no registradas                                                                               |                                      |                                   | Oscar Gutiérrez Zamora (Propiertario)   | 1,212  |
| Candidaturas no registradas                                          | Candidaturas no registradas                                                                               |                                      | Luis Arreaga Gutiérrez (Suplente) | 1,111                                   |        |
| Candidaturas no registradas                                          | Candidaturas no registradas                                                                               |                                      |                                   | Antonio Morales Tamborel (Propiertario) | 790    |
| Candidaturas no registradas                                          | Candidaturas no registradas                                                                               |                                      | José T. Núñez (Suplente)          | 692                                     |        |
| Fuente: Crónica Parlamentaria, Cámara de Diputados, XLII Legislatura | |                                      |                                   |                                         |        |

### Presidencia de la República
|  | 61.75 % |

|  | 26.19 % |

|  | 9.06 % |

|  | 0.30 % |